# Cieneguillas de en Medio
Cieneguillas de en Medio är en ort i Mexiko.   Den ligger i kommunen Turicato och delstaten Michoacán de Ocampo, i den södra delen av landet, 260 km väster om huvudstaden Mexico City. Cieneguillas de en Medio ligger 1 816 meter över havet och antalet invånare är 207.
Terrängen runt Cieneguillas de en Medio är lite bergig. Runt Cieneguillas de en Medio är det ganska glesbefolkat, med 25 invånare per kvadratkilometer. Närmaste större samhälle är Ario de Rosales, 17,5 km nordväst om Cieneguillas de en Medio. Omgivningarna runt Cieneguillas de en Medio är en mosaik av jordbruksmark och naturlig växtlighet.